# Netzwerk katholischer Priester
Das Netzwerk katholischer Priester ist eine Vereinigung von Priestern in der römisch-katholischen Kirche in Deutschland. Es wurde 2001 in Frankfurt am Main gegründet, hat etwa 500 Mitglieder und gilt als konservativ und traditionsorientiert. Seine Sprecher sind Guido Rodheudt und Uwe Winkel. Der Sprecher Hendrick Jolie trat aufgrund aufgedeckter Beiträge im umstrittenen Internetportal kreuz.net, die er dort verfasst hatte, Ende November 2012 zurück.

## Positionen
Als Ziele nennt die Vereinigung, die sich selber als „Gesinnungsgenossenschaft“ ohne feste Mitgliedschaften sieht, „die unverkürzte Verkündigung der katholischen Lehre“, „die treue Beachtung der liturgischen Vorschriften“ sowie der „ordnungsgemäßen Spendung“ der Sakramente und die „konsequente Wahrnehmung der priesterlichen Leitungsaufgaben“. Ein Priester würde, „wenn er sein Amt in Gehorsam und Treue gegenüber dem Lehramt ausüben möchte“, nicht „selten innerkirchlich behindert“, was zunehmend zu Konflikten mit „neuen kirchlichen Strukturen“ führe, „die ein Ergebnis der Glaubenskrise und Disziplinlosigkeit vor allem auch im deutschsprachigen Raum der Kirche“ sei. In einer 2006 beschlossenen „Notwehrgemeinschaft“ beansprucht das Netzwerk Hilfestellung für Priester zu leisten, die „wegen ihrer konsequenten Amtsführung in Schwierigkeiten geraten sind“, worunter sie etwa „Mobbing in den Pfarreien und Kooperationsverbänden“ oder „ungerechtfertigte[n] Sanktionierungen durch Ordinariate oder einzelne Vorgesetzte“ sieht.
Das Netzwerk tritt unter anderem gegen Reformforderungen innerhalb der katholischen Priesterschaft ein, in ihren Gemeinden trotz Verbots wiederverheirateten Geschiedenen die Kommunion zu erteilen. Sie beharrt auf der Befolgung der „eindeutigen Grundsätze der Lehre der Kirche“, wozu etwa die Unauflöslichkeit der Ehe gehöre. Laut dem Sprecher Guido Rodheudt sieht der damalige Vorsitzende der Deutschen Bischofskonferenz Robert Zollitsch zu, „wie die Eindeutigkeit der katholischen Botschaft ins Zwielicht“ gerate.

## Vernetzung
Das Netzwerk katholischer Priester arbeitet nach eigenem Bekunden seit dem Jahr 2004 mit dem Linzer Priesterkreis in Österreich und dem Churer Priesterkreis in der Schweiz zusammen. Gemeinsam mit den beiden Priesterkreisen bildet es die Arbeitsgemeinschaft deutschsprachiger Priesterkreise. Seit 2012 existiert auch eine eigene Kontaktstelle in Österreich, für die Pfarrer Christian Sieberer im Erzbistum Wien als Ansprechpartner fungiert. Im Herbst 2012 nahm Erzbischof Jean-Claude Périsset, damaliger Apostolischer Nuntius in Deutschland, an der Bundesversammlung des Priesternetzwerkes teil.
Das Netzwerk ist neben anderen katholisch-traditionalistischen Organisationen wie Una Voce, einigen Initiativkreisen katholischer Laien und Priester sowie Pro Missa Tridentina Mitveranstalter der Kölner Liturgischen Tagungen, die periodisch in Herzogenrath im Bistum Aachen abgehalten werden.

## Kontroversen

### kreuz.net
Am 14. November 2012 räumte ein damaliger Sprecher des Priesternetzwerkes, Hendrick Jolie, nach anfänglichem Leugnen ein, sich an dem rechtsextremen Blog kreuz.net beteiligt zu haben. Jolie distanzierte sich allerdings von allen dort veröffentlichten „diskriminierenden und menschenverachtenden Äußerungen“. Ebenfalls im November 2012 stellten sich weitere Verbindungen zwischen kreuz.net und dem Netzwerk heraus. Zuletzt gab Jolie auch zu, dass er selbst Texte an kreuz.net geliefert hatte. In Kommentaren auf kreuz.net hatte Jolie den Papstprediger Raniero Cantalamessa und den Kurienstaatssekretär Angelo Sodano als „Gehirngnome“ bezeichnet.
Rudolf Neumaier und Frederik Obermaier wiesen in der Süddeutschen Zeitung unter anderem darauf hin, dass die Ziele von kreuz.net und des Netzwerkes „kirchenpolitisch und liturgisch“  identisch seien und bis 2009 auf der Webseite des Netzwerkes auch ein kreuz.net-Liveticker geschaltet war.
Der Mainzer Bischof Karl Lehmann nahm Jolies Entschuldigung an und bedankte sich für dessen „Bereitschaft zur selbstkritischen Umkehr“. Jolie wurde vom Bistum gerügt, kirchen- und arbeitsrechtliche Konsequenzen blieben aber aus.  Am 28. November 2012 erklärte Jolie, seine Sprecherfunktion künftig nicht mehr ausüben zu wollen, und trat aus dem Sprechergremium zurück. Seit dem 2. Dezember 2012 ist kreuz.net nicht mehr abrufbar.
Kurz nach der Abschaltung von kreuz.net erstattete Netzwerk-Sprecher Guido Rodheudt eine Strafanzeige gegen den katholischen Theologen David Berger, nachdem Berger Rodheudt als Anhänger von kreuz.net bezeichnet hatte. Berger zufolge wurde das Ermittlungsverfahren im März 2013 von der Staatsanwaltschaft Aachen mangels hinreichenden Tatverdachts eingestellt.
Der Rechner von kreuz.net wurde im August 2013 bei einer Razzia gegen zwei katholische Priester in Österreich, die auch auf gloria.tv aktiv waren, beschlagnahmt. Die beiden Priester erhielten Strafanzeigen und wurden aus ihren Kirchen abgezogen, blieben aber auf freiem Fuß.

### Wissenschaftliche Untersuchung von Missbrauchsfällen
2011 lehnte das Netzwerk die mit der Deutschen Bischofskonferenz vereinbarte unabhängige wissenschaftliche Untersuchung der Personalakten der 27 Bistümer in Deutschland auf Missbrauchsfälle durch das Kriminologische Institut ab, weil es angeblich die Priester unter einen Generalverdacht stelle. Stattdessen forderte es eine kircheninterne Aufarbeitung ohne öffentliche Präsentation.
Im Januar 2013 wurde das Projekt seitens der Deutschen Bischofskonferenz gekündigt. Der Missbrauchsbeauftragte der Bischofskonferenz, der Trierer Bischof Stephan Ackermann, gab dazu an: „Das Vertrauensverhältnis zwischen dem Direktor des Instituts und den deutschen Bischöfen ist zerrüttet“. Als weitere Gründe nannte er Vorbehalte des Netzwerks katholischer Priester und kirchenrechtliche Vorgaben zur Öffnung von „Geheimarchiven“ durch die Bischöfe.